# Celebrity Sex Tape
Celebrity Sex Tape is een Amerikaanse film uit 2012 van The Asylum met Jack Cullison.

## Verhaal
Een groepje nerds filmt stiekem een actrice die niet meer succesvol is terwijl ze seks heeft en zetten het filmpje op het internet. Door alle publiciteit krijgt de actrice weer nieuw werk. Ook wordt het groepje nerds gevraagd om mee te spelen in diverse nieuwe producties.

## Rolverdeling
| Acteur           | Personage |
| ---------------- | --------- |
| Jack Cullison    | Ross Gans |
| Jonathan Brett   | Ed        |
| Colbert Alembert | Marcus    |
| Howard Cai       | Kwan      |
| Andre Meadows    | Doug      |